# THQ 노르딕
THQ 노르딕 GmbH(영어: THQ Nordic GmbH)은 오스트리아의 비디오 게임회사이다. 미국의 THQ가 몰락 당시, 이 회사는 THQ의 자회사및 지적재산권의 절반을 인수하기로 유명하다. 창립 당시 노르딕 게임즈 GmbH(영어: Nordic Games GmbH)였으나, THQ의 상표 디자인권까지 인수하면서 사명을 바꾸었다.

## 사들인 THQ의 자회사및 지적 재산권
- 다크사이더스 시리즈 - 게임
- 레드 팩션 시리즈 - 게임
- MX VS MTV 시리즈 - 게임
- THQ의 상표디자인권